# Rashod
Rashodi (engl. expenses, njem. Kosten, Aufwendungen, Ausgaben, Auslagen), svi troškovi sadržani u prodanim učincima tj. proizvodima i uslugama, kao i troškovi koji terete ukupan prihod u obračunskom razdoblju u kojem su nastali (troškovi razdoblja). U rashode se nadalje ubraja smanjenje sredstava i povećanje obveza radi stvaranja prihoda.